# Сергіївська волость (Гадяцький повіт)
Сергіївська волость — адміністративно-територіальна одиниця Гадяцького повіту Полтавської губернії з центром у селі Сергіївка.
1921 року село Сергіївка перейменовано на Краснознаменку, відповідно волость змінила  назву на Краснознаменська.
Деякі поселення волості станом на 1859 рік:
- село Сергіївка;
- село Венеславівка;
- хутір Балясний.

Старшинами волості були:
- 1900[2]—1904[3]  роках селянин Василь Пилипович Стогній;
- 1913[4]—1915[5] роках селянин Кузьма Антонович Храпань.